# Chứng chỉ chứng khoán
Chứng chỉ chứng khoán là chứng chỉ xác nhận kiến thức về chứng khoán của người nhận chứng chỉ.
Tại Việt Nam, để được giấy phép hành nghề chứng khoán, nhân viên cần có chứng chỉ chứng khoán do Ủy ban Chứng khoán Nhà nước cấp:
1. Chứng chỉ hành nghề môi giới chứng khoán được thực hiện nghiệp vụ môi giới chứng khoán, tư vấn đầu tư chứng khoán.
2. Chứng chỉ hành nghề phân tích tài chính được thực hiện nghiệp vụ môi giới chứng khoán, tư vấn đầu tư chứng khoán, tự doanh chứng khoán, bảo lãnh phát hành chứng khoán.
3. Chứng chỉ hành nghề quản lý quỹ được thực hiện nghiệp vụ môi giới chứng khoán, tư vấn đầu tư chứng khoán, tự doanh chứng khoán, bảo lãnh phát hành chứng khoán, quản lý danh mục đầu tư chứng khoán, quản lý quỹ đầu tư chứng khoán.
4. Chứng chỉ chứng khoán phái sinh.

Chứng chỉ hành nghề môi giới chứng khoán được cấp cho cá nhân khi đáp ứng điều kiện; có trình độ từ đại học trở lên; có các chứng chỉ chuyên môn về chứng khoán bao gồm chứng chỉ: Những vấn đề cơ bản về chứng khoán và thị trường chứng khoán, pháp luật về chứng khoán và thị trường chứng khoán, phân tích và đầu tư chứng khoán, môi giới chứng khoán và tư vấn đầu tư chứng khoán; đạt yêu cầu trong kỳ thi sát hạch cấp chứng chỉ hành nghề chứng khoán phù hợp với loại chứng chỉ hành nghề chứng khoán đề nghị cấp.
Chứng chỉ hành nghề phân tích tài chính được cấp cho cá nhân khi đáp ứng các điều kiện của chứng chỉ hành nghề môi giới chứng khoán và có các chứng chỉ chuyên môn (chứng chỉ tư vấn tài chính và bảo lãnh phát hành chứng khoán, chứng chỉ phân tích báo cáo tài chính doanh nghiệp).
Chứng chỉ hành nghề quản lý quỹ được cấp cho cá nhân khi đáp ứng các điều kiện của Chứng chỉ hành nghề phân tích tài chính và có chứng chỉ chuyên môn quản lý quỹ và tài sản; có tối thiểu 03 năm kinh nghiệm làm việc trong lĩnh vực tài chính, ngân hàng hoặc có một trong các loại chứng chỉ quốc tế CFA (Chartered Financial Analyst), CIIA (Certified International Investment Analyst), ACCA (Association of Chartered Certified Accountants), CPA (Certified Public Accountants).

## Các trường hợp được miễn chứng chỉ
Theo quy định hiện nay, các trường hợp được miễn 3 chứng chỉ trên gồm: 
1. Cá nhân có chứng chỉ quốc tế CIIA (Certified International Investment Analyst) hoặc giấy xác nhận đã đạt kỳ thi quốc tế CFA bậc II (Chartered Financial Analyst level II) trở lên được miễn chứng chỉ những vấn đề cơ bản về chứng khoán và thị trường chứng khoán, chứng chỉ phân tích và đầu tư chứng khoán, chứng chỉ phân tích báo cáo tài chính doanh nghiệp;
2. Cá nhân có chứng chỉ quốc tế ACCA (Association of Chartered Certified Accountants), CPA (Certified Public Accountants) hoặc chứng chỉ kiểm toán viên, chứng chỉ hành nghề kế toán do Bộ Tài chính cấp hoặc giấy xác nhận đã đạt kỳ thi quốc tế CFA bậc I (Chartered Financial Analyst level I), CIIA bậc I (Certified International Investment Analyst level I) được miễn chứng chỉ những vấn đề cơ bản về chứng khoán và thị trường chứng khoán, chứng chỉ phân tích báo cáo tài chính doanh nghiệp;
3. Cá nhân có chứng chỉ hành nghề chứng khoán hợp pháp ở nước ngoài hoặc tài liệu tương đương chứng minh cá nhân đó đang được phép hành nghề chứng khoán hợp pháp ở nước ngoài được miễn tất cả chứng chỉ chuyên môn về chứng khoán.